# Mao-ťia

Provincii Kuang-si, kde se mluví dialektem maojia na mapě Číny

Mao-ťia (Maoťiaosky mau55ka55, čínsky pchin-jinem māojiā, znaky zjednodušené 猫家) je dialekt čínštiny. Existují dvě teorie jeho původu: Podle první je to hmongský dialekt hmongsko-mienských jazyků, podle druhé je to dialekt čínštiny, který se smísil s hmongsko-mienskými jazyky. Používá se v Číně, na jihozápadě provincie Chu-nan a sousedícím severu autonomní oblasti Kuang-si. 
Podobně vznikl i dialekt lingling.